# Linus Omark
Linus Karl Heimer Omark (ur. 5 lutego 1987 w Övertorneå) – szwedzki hokeista, reprezentant Szwecji, olimpijczyk.
Jego bracia Urban (ur. 1978) i Jörgen (ur. 1981) także zostali hokeistami.

## Kariera
- Luleå J18 (2003-2004)
- Luleå J20 (2004-2006)
- Luleå (2006-2009)
- Dinamo Moskwa (2009-2010)
- Oklahoma City Barons (2010-2012)
- Edmonton Oilers (2010-2012)
- EV Zug (2012-2013)
- Edmonton Oilers (2013)
  -  Oklahoma City Barons (2013)
- Buffalo Sabres (2013-2014)
- Luleå (2014)
- Jokerit (2014-2015)
- Saławat Jułajew Ufa (2015-2020)
- Servette Genewa (2020-)

Wychowanek klubu Övertorneå HF. Karierę rozwijał w klubie Luleå, w barwach którego grał przez cztery sezony w rodzimej lidze Elitserien. Później przez rok grał także w rosyjskiej lidze KHL. W międzyczasie w drafcie NHL z 2007 został wybrany przez Edmonton Oilers. W tym klubie występował w latach 2010-2011, jednocześnie kilkakrotnie przekazywany do klubu filialnego Oklahoma City Barons w lidze AHL. Od sierpnia 2012 zawodnik szwajcarskiego klubu EV Zug, związany rocznym kontraktem. Od sierpnia 2013 ponownie w Edmonton Oilers, związany rocznym kontraktem. W NHL rozegrał jeden mecz, po czym w listopadzie 2013 ponownie przekazany do zespołu farmerskiego, Oklahoma City Barons. Od 19 grudnia 2013 do 18 lutego 2014 zawodnik Buffalo Sabres. Następnego dnia Omark został ponownie zawodnikiem macierzystego klubu Luleå. Od maja 2015 zawodnik Saławatu Jułajew Ufa, związany dwuletnim kontraktem. W lipcu 2016 przedłużył kontrakt o dwa lata. W marcu 2020 ogłosił odejście Z Ufy. W czerwcu 2020 podpisał dwuletni kontrakt z Servette Genewa.
Z Övertorneå pochodzi inny hokeista Johan Harju. Obaj występowali wspólnie od lat juniorskich w Luleå, zostali wybrani w tym samym drafcie NHL, następnie razem rozegrali sezon w Dinamo Moskwa oraz zostali reprezentantami Szwecji, w tym razem na MŚ 2009 i 2010. 1 kwietnia 2014 obaj zostali zawodnikami fińskiego klubu Jokerit. Omark odszedł z klubu w kwietniu 2015.
Uczestniczył w turniejach mistrzostw świata w 2009, 2010, 2016, 2017 oraz zimowych igrzysk olimpijskich 2018.

## Sukcesy
Reprezentacyjne
- Brązowy medal mistrzostw świata: 2009, 2010
- Złoty medal mistrzostw świata: 2017

Indywidualne
- KHL (2009/2010):
  - Najlepszy pierwszoroczniak miesiąca - październik 2009
- AHL (2010/2011):
  - AHL All-Star Classic
- National League A (2012/2013):
  - Pierwsze miejsce w klasyfikacji asystentów w sezonie zasadniczym: 52 asysty
  - Pierwsze miejsce w klasyfikacji kanadyjskiej w sezonie zasadniczym: 69 punktów
- KHL (2015/2016):
  - Czwarte miejsce w klasyfikacji asystentów w sezonie zasadniczym: 39 asyst
  - Piąte miejsce w punktacji kanadyjskiej w sezonie zasadniczym: 57 punktów
  - Czwarte miejsce w klasyfikacji asystentów w fazie play-off: 11 asyst
  - Czwarte miejsce w punktacji kanadyjskiej w fazie play-off: 16 punktów
  - Trofeum Petera Forsberga dla najlepszego szwedzkiego napastnika sezonu
- KHL (2016/2017):
  - Piąte miejsce w klasyfikacji asystentów w sezonie zasadniczym: 42 asysty
- Hokej na lodzie na Zimowych Igrzyskach Olimpijskich 2018 – turniej mężczyzn:
  - Drugie miejsce w klasyfikacji asystentów turnieju: 7 asyst[17]
  - Szóste miejsce w klasyfikacji +/- turnieju: +6[18]
- KHL (2017/2018):
  - Najlepszy napastnik - półfinały konferencji[19]
  - Drugie miejsce w klasyfikacji asystentów w sezonie zasadniczym: 39 asyst
  - Czwarte miejsce w punktacji kanadyjskiej w sezonie zasadniczym: 55 punktów
  - Drugie miejsce w punktacji asystentów w fazie play-off: 13 asyst
  - Drugie miejsce w punktacji kanadyjskiej w fazie play-off: 17 asyst
  - Nagroda Najlepsza Trójka dla tercetu najskuteczniejszych strzelców ligi (oraz Joonas Kemppainen i Teemu Hartikainen)[20][21]
- KHL (2018/2019):
  - Piąte miejsce w klasyfikacji asystentów w sezonie zasadniczym: 39 asyst
  - Drugie miejsce w klasyfikacji strzelców w fazie play-off: 14 asyst
  - Piąte miejsce w klasyfikacji kanadyjskiej w fazie play-off: 18 punktów
  - Czwarte miejsce w klasyfikacji +/- w fazie play-off: +11
  - Pierwsze miejsce w klasyfikacji średniego czasu gry w meczu wśród napastników w fazie play-off: 23,42 min.
- KHL (2019/2020):
  - Najlepszy napastnik etapu - ćwierćfinały konferencji[22]
  - Drugie miejsce w klasyfikacji asystentów w sezonie zasadniczym: 42 asysty
  - Czwarte miejsce w punktacji kanadyjskiej w sezonie zasadniczym: 54 punkty
  - Drugie miejsce w klasyfikacji średniego czasu gry w meczu wśród napastników w sezonie zasadniczym: 20,53 min.